# Gaston Amson
Gaston Marcel Amson (* 17. November 1883 in Paris; † 16. Juli 1960 ebenda) war ein französischer Fechter.

## Erfolge
Gaston Amson nahm an den Olympischen Spielen 1920 in Antwerpen und 1928 in Amsterdam teil. 1920 gewann er mit der Florett-Mannschaft nach dem Erreichen der Finalrunde hinter Italien die Silbermedaille, während er mit der Degen-Equipe den dritten Platz belegte. Acht Jahre darauf musste sich Amson mit der Florett-Mannschaft erneut lediglich der italienischen Mannschaft geschlagen geben und sicherte sich so eine weitere Silbermedaille.